# داروين غريفين
داروين غريفين (بالإنجليزية: Darwin Griffin)‏ هو دراج أمريكي، ولد في 24 فبراير 1969.